# David Shire

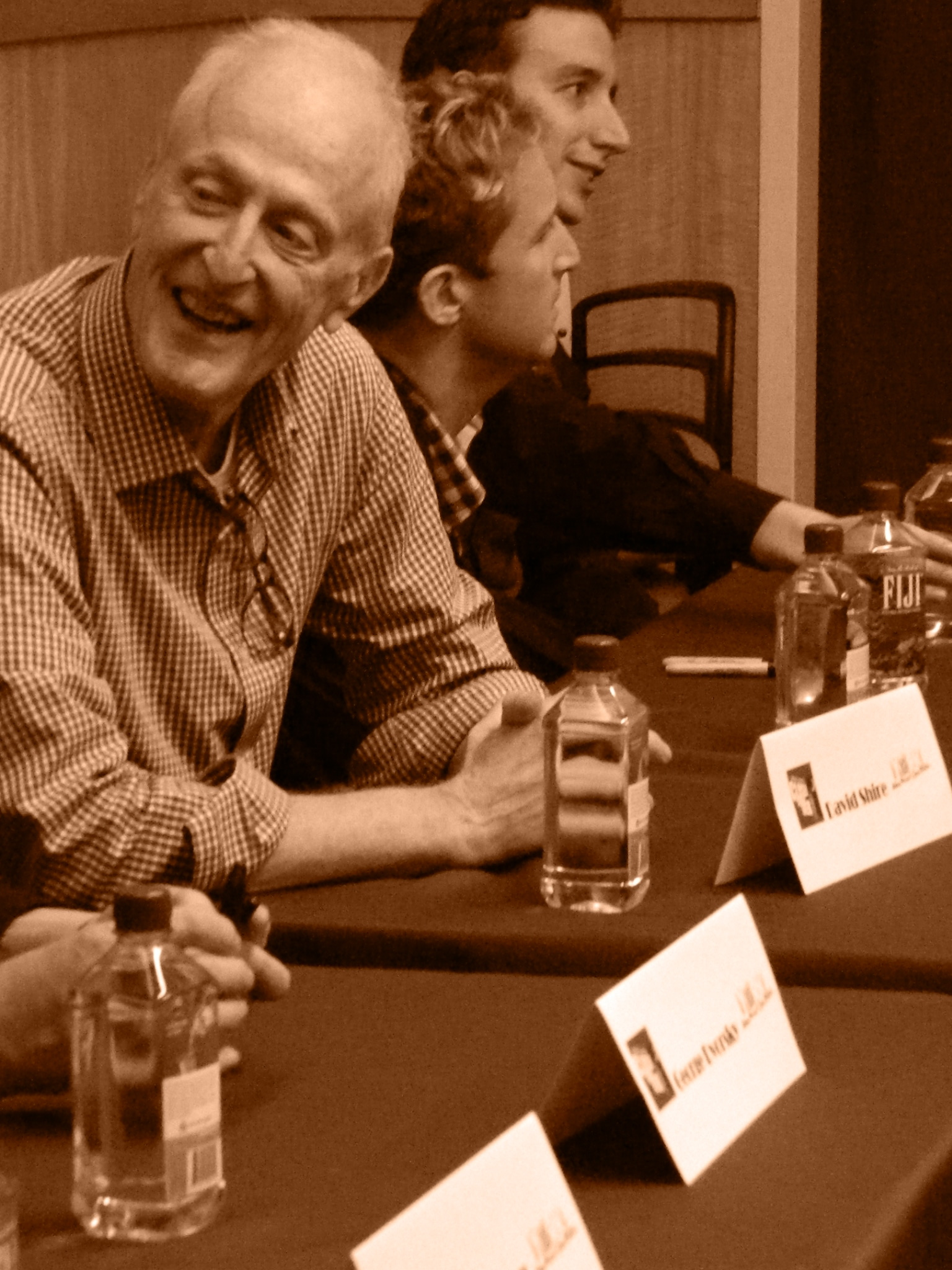
Shire in New York mit dem Pianisten Andrew Gerle und dem Bassisten Danny Weller (2013)

David Shire (* 3. Juli 1937 in Buffalo, New York) ist ein US-amerikanischer Komponist zahlreicher Filme (für Kino und Fernsehen) sowie von Musicals.

## Karriere
Shire begann seine Filmmusik-Karriere in den 1960er Jahren beim Fernsehen. Anfang der 1970er Jahre gelang ihm der Wechsel zum Kinofilm. Als seine bedeutendste Filmmusik gilt The Conversation (1974) von Francis Ford Coppola – Shires damaligem Schwager. Die Musik ist im Wesentlichen für Soloklavier geschrieben und enthält zudem einige Klangverfremdungen. In diesem seinem fruchtbarsten Jahrzehnt lieferte Shire eine Reihe effektvoller Arbeiten ab, die sich besonders thematisch als sehr eingängig erwiesen. Unter Liebhabern entwickelte sich hierbei die aggressiv-jazzige Partitur zu Stoppt die Todesfahrt der U-Bahn 123 (1974) zu einem besonderen Favoriten. Die Bedeutung dieser Arbeit zeigt sich auch darin, dass Chris Boardman (nicht zu verwechseln mit dem gleichnamigen Radrennfahrer) wesentliche Stilmerkmale der Musik für den Mel-Gibson-Thriller Payback – Zahltag (1999), kopierte.
Weitere charakteristische Arbeiten aus den 1970er und 1980er Jahren sind Die Hindenburg (1975), Fahr zur Hölle, Liebling (1975) und schließlich Oz – Eine fantastische Welt (1985). Wegen des katastrophalen wirtschaftlichen Misserfolgs jener Wizard-of-Oz-Fortsetzung fand deren aufwändig gearbeitete Partitur nur wenig Beachtung.
Ab Mitte der 1980er Jahre flachte Shires Karriere etwas ab, und er konzentrierte sich verstärkt auf die Arbeit fürs Fernsehen. 2007 feierte er ein Kino-Comeback mit der sparsamen Originalmusik für David Finchers Thriller Zodiac – Die Spur des Killers.
Shires Lieder wurden von Barbra Streisand, Melissa Manchester, Maureen McGovern, Johnny Mathis, Billy Preston, Jennifer Warnes, John Pizzarelli, Pearl Bailey und vielen anderen mehr aufgenommen.
Shire war mit der Schauspielerin Talia Shire von 1970 bis 1978 verheiratet. Seit 1982 ist er mit Didi Conn verheiratet. Er hat zwei Söhne, Matthew (mit Talia Shire) und Daniel (mit Didi Conn).

## Werke (Auswahl)

### Kino und Fernsehen
- 1971: Heißes Gold aus Calador (One More Train to Rob)
- 1971: Beginn einer Ehe (Marriage: Year One) (TV)
- 1971: Das ungeduldige Herz (The Impatient Heart) (TV)
- 1971: Zwei Galgenvögel (Skin Game)
- 1971: Der Chef (Episode: The Priest Killer) (TV)
- 1971: Drive, He Said
- 1971: Summertree
- 1971: Harpy (TV)
- 1973: Isn’t It Shocking? (TV)
- 1973: Die Geier warten schon (Showdown)
- 1973: College-Liebe (Class of ’44)
- 1973: Zwei Menschen unterwegs (Two People)
- 1973: Ganoven auf Abwegen (Steelyard Blues)
- 1974: Spuren im Sand (The Godchild) (TV)
- 1974: The Virginia Hill Story (TV)
- 1974: Stoppt die Todesfahrt der U-Bahn 123 (The Taking of Pelham One Two Three)
- 1974: Der Dialog (The Conversation)
- 1974: Sie können’s nicht lassen (Sidekicks) (TV)
- 1974: Tell Me Where It Hurts (TV)
- 1974: Killer Bees (TV)
- 1975: Die Hindenburg (The Hindenburg)
- 1975: Fahr zur Hölle, Liebling (Farewell, My Lovely)
- 1975: Mitgiftjäger (The Fortune)
- 1975: Winner Take All (TV)
- 1975: Joe and Sons (TV-Serie)
- 1976: Amelia Earhart (TV)
- 1976: Und morgen wird ein Ding gedreht (Harry and Walter Go to New York)
- 1976: Die haarsträubende Reise in einem verrückten Bus (The Big Bus)
- 1976: Die Unbestechlichen (All the President’s Men)
- 1977: Nur Samstag Nacht (Saturday Night Fever)
- 1977: …die keine Gnade kennen (Raid on Entebbe)
- 1978: Stunde der Bewährung (Straight Time)
- 1979: The Promise
- 1979: Norma Rae – Eine Frau steht ihren Mann (Oscar für den besten Filmsong It Goes Like It Goes)
- 1981: Ich brauche einen Erben (Paternity) (Goldene Himbeere für den schlechtesten Song Baby Talk)
- 1982: Garp und wie er die Welt sah (The World According to Garp)
- 1983: Max Dugans Moneten (Max Dugan Returns)
- 1984: 2010: Das Jahr, in dem wir Kontakt aufnehmen (2010: The Year We Make Contact)
- 1985: Blue Yonder – Flug in die Vergangenheit (The Blue Yonder)
- 1985: Oz – Eine fantastische Welt (Return to Oz)
- 1986: Nacht, Mutter (Night, Mother)
- 1986: Nummer 5 lebt! (Short Circuit)
- 1987: Final Night – Die letzte Nacht (Backfire)
- 1988: Ich bin Du (Vice Versa)
- 1988: Der Affe im Menschen (Monkey Shines)
- 1989: Steven – Die Entführung (I Know My First Name Is Steven) (TV)
- 1990: The Kennedys of Massachusetts (Mini-Serie)
- 1990: Das große Erdbeben in L.A. (The Big One: The Great Los Angeles Earthquake) (Fernsehfilm)
- 1992: Agenten leben einsam (Bed & Breakfast)
- 1992: Broadway Familie (Broadway Bound) (TV)
- 1994: Der Mann, der niemals starb (The Man Who Wouldn’t Die)
- 1995: Eine heiße Affäre (One Night Stand)
- 1997: Letztes Gefecht am Saber River (Last Stand at Saber River) (TV)
- 1997: Ms. Scrooge – Ein wundervoller Engel (Ms. Scrooge)
- 1998: Das Fenster zum Hof (Rear Window) (TV)
- 1999: Double Platinum – Doppel Platin! (Double Platinum)
- 1999: Winter’s End – Wiederkehr der Liebe (Sarah, Plain and Tall: Winter’s End) (TV)
- 2002: Ash Wednesday
- 2004: The Tollbooth
- 2007: Zodiac – Die Spur des Killers (Zodiac)
- 2009: Gegen jeden Zweifel (Beyond a Reasonable Doubt)

### Am Broadway
- The Unknown Soldier and His Wife (1967, Theaterstück, Musik)
- Baby (1983, Musical, Musik; Tony-Nominierung für die beste Musik)
- Big (1996, Musical, Musik; Tony-Nominierung für die beste Musik, Drama-Desk-Nominierung für „eine hervorragende Musik“)
- Saturday Night Fever (1999, Musical, Songwriter von „Manhattan Skyline“, „Salsation“ and „Night on Disco Mountain“)

### Off-Broadway
- Starting Here, Starting Now (1975, Revue, Musik)
- Urban Blight (Revue, Musik)
- Closer Than Ever (Revue, Musik)
- The Loman Family Picnic (Theaterstück, Musik und Songs mit Texten von Donald Margulis, Autor des Stücks)
- Smulnik’s Waltz (Theaterstück, Musik)

### Lieder
- With You I’m Born Again (Text von Carol Connors; internationaler Chart-Hit von Billy Preston and Syreeta)
- Starting Here, Starting Now (Text von Richard Maltby; aufgenommen von Barbra Streisand)
- What About Today (Text und Musik von Shire; Titellied von Barbra Streisands Album)
- The Morning After (Text und Musik von Shire; aufgenommen von Barbra Streisand)
- I’ll Never Say Goodbye (Text von Alan und Marilyn Bergman; aufgenommen von Melissa Manchester)
- Autumn (Text von Maltby; aufgenommen von Barbra Streisand)
- It Goes Like It Goes (Text von Norman Gimbel; aufgenommen von Jennifer Warndes)
- The Promise (I’ll Never Say Goodbye) (Text von Marilyn und Alan Bergman; aufgenommen von Melissa Manchester, Nancy Lamott)
- Coffee, Black (2006, Text von Maltby; aufgenommen von John Pizzarelli)